# Gaoyue
Gaoyue (kinesiska: 高岳) är ett stadsdelsdistrikt i östra Kina. Det ligger i stadsdistriktet Duji i staden Huaibei i provinsen Anhui, omkring 240 kilometer norr om provinshuvudstaden Hefei.